# Студентски (район)
„Студентски“ е един от 24-те административни района на Столична община. Той обхваща кварталите „Студентски град“, „Дървеница“, източната част на „Младост 1“ и „Малинова долина“. В района към 15 юни 2023 г. живеят 39 984 души по постоянен адрес и 107 646 души по настоящ адрес.
Кметове на район „Студентски“ през годините са:
1. Пенка Кръстева – 12.1988 г. до 10.1990 г.
2. Александър Геров – 11.1990 г. до 06.1992 г.
3. Стоян Стоянов – 07.1992 г. до 11.1995 г.
4. Георги Ненков – 12.1995 г. до 11.1999 г.
5. Константин Арабаджиев (СДС) – 12.1999 г. до 11.2003 г.
6. Ася Михайлова (ОДС) – 12.2003 г. до 06.2005 г.
7. Венцислав Дудоленски – 07.2005 г. до 10.2007 г.
8. Димитър Дилчев (ГЕРБ) – 11.2007 г. до 11.2019 г. – най-младият кмет на района и най-много пъти избиран
9. Петко Горанов (ДБ; от 2023 г. - независим) – 11.2019 г. - досега

В района има седем висши училища, две средни училища, осем детски градини, една детска ясла, гимназии и частни учебни заведения.
Граници на района:
- на запад – бул. „Симеоновско шосе“
- на юг – бул. „Околовърстен път“
- на изток – условно през средата на парк „Въртопо“ (канала, пресичащ парка)
- на север – бул. „Доктор Георги Михов Димитров“

## Квартали
- Американски колеж (Карта) – малка част
- Витоша (Карта) – малка част
- Дървеница (Карта)
- Малинова долина (жилищен комплекс) (Карта)
- Малинова долина (квартал) (Карта)
- Младост 1 (Карта) – северозападната част („Мусагеница“)
- Студентски град (Карта)

В района влиза и част от планирания парк „Въртопо“ (Карта).

## Население

### Етнически състав
Преброяване на населението през 2011 г.
Численост и дял на етническите групи според преброяването на населението през 2011 г.:
|                     | Численост | Дял (в %) |
| Общо                | 71 961    | 100.00    |
| Българи             | 65 142    | 90.52     |
| Турци               | 687       | 0.95      |
| Цигани              | 105       | 0.14      |
| Други               | 444       | 0.61      |
| Не се самоопределят | 294       | 0.40      |
| Неотговорили        | 5289      | 7.34      |